# Donald Self
 Donald Self es un personaje de ficción personificado por Michael Rapaport en la serie de televisión Prison Break. Es un agente del Departamento de Seguridad Nacional. Ha estado trabajando en la lucha en contra de «La Compañía». 

## Biografía

### Temporada 4
La primera vez que aparece es en la cuarta temporada es en el capítulo de estreno, que se representa a sí mismo como un miembro de la Agencia de Seguridad Nacional que da a Lincoln Burrows y Michael Scofield la misión de hundir a «La Compañía» y encontrar «Scylla», un Disco duro portátil que almacena una gran cantidad de información acerca de «La Compañía». Sin embargo, finalmente los traiciona, obteniendo «Scylla» sin la negociación de su libertad. El quería obtener «Scylla» para después venderla, para fines privados. Su final es bastante trágico, ya que acaba tetrapléjico en un hospital.